# ディエズ・イラエ
ディエズ・イラエ (Dies Irae)は、ポーランド出身のデスメタル・バンド。
一度解散していたが、同国を代表するメタルバンド「ヴェイダー」に所属するメンバーのプロジェクトとして再興。2005年に再度活動を停止した。

## 略歴

### 黎明期 (1992年 - 1997年)
1992年にマウザー (G、Vo)、チャイナ (G)、チャルヌィ (B)、ギラン (Ds)の4名で結成。
1994年に1stデモ『Fear of God』をリリース。同デモは2年後の1996年に「Serenades Records」からMCDとして再リリースされた。当時の音は、「ヴェイダー」や「モービッド・エンジェル」からの影響の強い典型的なデスメタル・サウンドだった。
1997年に2ndデモ『Promo '97』をリリース。しかし、同年にチャイナと入れ替わりでマウザーが「ヴェイダー」に加入し、5年余りでバンドは解散した。

### 復活再デビュー〜活動停止 (2000年 - 2005年)
2000年に、マウザーが「Massive Management」とソロ契約したことを機に「ディエズ・イラエ」の再結成が模索される。しかし、マウザーを除く解散前のメンバーが既に音楽活動を辞めていたり、ポーランド在住ではなくなっていたりしたため、結局マウザーと「ヴェイダー」のドラマー、ドック (Ds)の2名で再結成された。
再結成から2カ月ほどでマウザーとドックで作曲を行った。また、「セプティック」のギタリスト、ヤツェク・ヒロ (G)と「デヴィリン」のノヴィ (B/Vo)が加入する。その後すぐにレコーディングが行われ、同年中に1stアルバム『Immolated』を「メタル・ブレイド・レコーズ」からリリースしデビューする。同アルバムは「アヴァロン・レーベル」から日本盤もリリースされた。
元々は、スタジオ・バンドの予定だったが、1stアルバムの評判やメンバーの相性の良さなどからライヴも計画されるようになった。実現には至らなかったが「ナイル」とのツアーも予定されていた。
2002年に、2ndアルバム『The Sin War』をリリース。同アルバムは、マウザーとドックが「ヴェイダー」の活動で多忙なため、同年5月に集中録音された。
2003年には計画されていたライヴも敢行し、ステージに立った。また同年にはノヴィも「ヴェイダー」に加入する。この加入でヤツェク・ヒロ以外のメンバーがヴェイダーと兼任という形になった。
2004年に3rdアルバム『Sculpture of Stone』をリリース。しかし、怪我を理由にドックが脱退し、「ディキャピテイテッド」のドラマー、ヴィテックが加入した。
2005年8月、ドックが死去。以降2006年頃を境に目立った活動が無く、事実上解散した。
その後
2007年11月にはヴィテックの訃報も伝えられた。2008年に、2004年と2005年のライヴDVDと3rdアルバム『Sculpture of Stone』をカップリングした『The Art of an Endless Creation』をリリース。

## メンバー

### 最終ラインナップ
- マウザー (Maurycy "Mauser" Stefanowicz) - ギター (1992-2005)
ヴェイダー、UnSunでも活動。
- ノヴィ (Marcin "Novy" Nowak) - ベース/ボーカル (2000-2005)
- ヤツェク・ヒロ (Jacek Hiro) - ギター (2000-2005)
セプティック、ネヴァー、ヴァージン・スナッチでも活動。ディキャピテイテッドにライヴサポートとして参加していた時期がある。
ヴェイダー、ベヒーモス、デヴィリン、ヴァージン・スナッチ、コンデムネイションなどで活動。

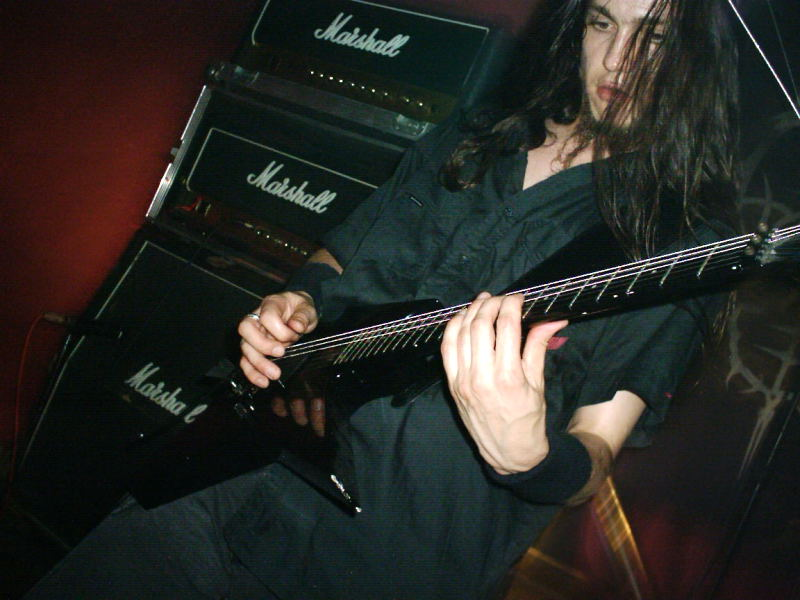
マウザー(G) 2004年
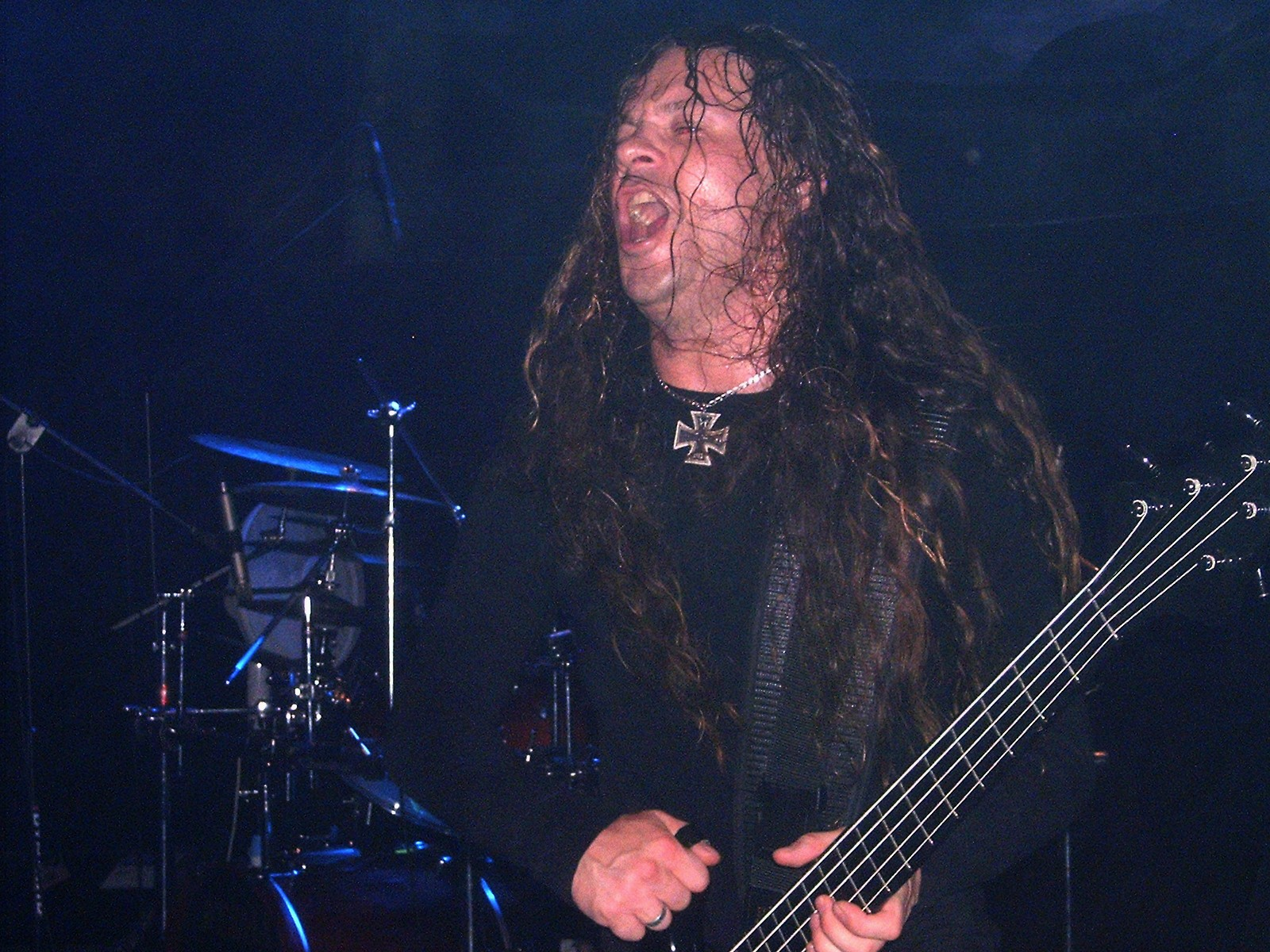
ノヴィ(B/Vo) 2004年
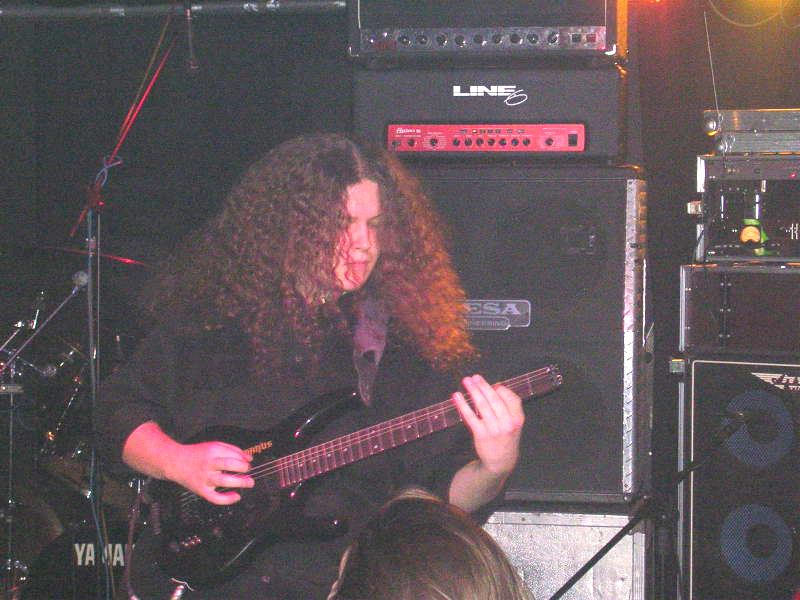
ヒロ(G) 2005年

### 旧メンバー
- チャイナ (Jarosław "China" Łabieniec) - ギター (1994-1997)
- チャルヌィ (Piotr "Czarny" Bartczak) - ベース (1992-1997)
- ギラン (Maciej "Gilan" Liszewski)  - ドラムス (1992-1997)
- ドック (Krzysztof "Doc" Raczkowski) - ドラムス (2000-2005)
2005年8月18日逝去。ヴェイダー等で活動。
- ヴィテック (Witold "Vitek" Kieltyka) - ドラムス (2004)
2007年11月2日逝去。ディキャピテイテッド等で活動。

## ディスコグラフィ
オリジナル・アルバム
- 2000年 インモレイティド  Immolated
- 2002年 ザ・シン・ウォー The Sin War
- 2004年 スカルプチャー・オヴ・ストーン  Sculpture of Stone

デモ
- 1994年 Fear of God (Demo)
- 1997年 Promo '97 (Demo)

映像作品
- 2008年 The Art of an Endless Creation (DVD/CD)